# 4658 Gavrilov
4658 Gavrilov è un asteroide della fascia principale. Scoperto nel 1979, presenta un'orbita caratterizzata da un semiasse maggiore pari a 3,1554413 UA e da un'eccentricità di 0,1951182, inclinata di 1,14925° rispetto all'eclittica.